# Maitreyi Devi
Œuvres principales
- Na Hanyate  (1974)

Maitreyi Devi (ou Maitreyī Devī), née le 1er septembre 1914 à Chittagong et morte le 29 janvier 1989, est une poétesse et romancière indienne d’origine bengalie.

## Biographie
Fille du philosophe Surendranath Dasgupta, Maitreyi Devi fut la protégée du poète Rabindranath Tagore. Elle obtint un diplôme au Jogamaya Devi College, faculté pour jeunes filles affiliée à l’université de Calcutta. 
Elle fit paraître à l’âge de seize ans son premier recueil de poésies, que préfaça Rabindranath Tagore. Plus tard, elle rédigera sur ce dernier une monographie intitulée Rabindranath--the man behind his poetry.
Elle servit, à son corps défendant, de modèle à l’un des personnages principaux du roman la Nuit bengali de l’écrivain roumain Mircea Eliade, paru en 1933 ; dans un roman en langue bengalie qu’elle écrivit en 1974 en guise de réplique, Na Hanyate (traduction anglaise 1994, sous le titre It Does Not Die: A Romance), Maitreyi Devi livra sa propre version de sa supposée liaison avec Eliade, indiquant que les tensions provoquées par leurs rapports et les contraintes culturelles étaient telles alors que la possibilité d’une relation amoureuse entre elle et Eliade durant le séjour de celui-ci en Inde britannique à la fin des années 1920 était tout à fait exclue,. 
Elle fonda en 1964 le Council for the Promotion of Communal Harmony (« Conseil de promotion de l’harmonie communale ») et fut vice-présidente de l’All-India Women’s Coordinating Council (« Conseil féminin de coordination pan-indien »).

## Hommages
Elle se vit décerner en 1976 le prix de la Sahitya Akademi pour son roman Na Hanyate et reçut la médaille Padma Shri en 1977.